# Jim Gardiner
James Arthur „Jim” Gardiner (ur. 25 października 1930 w Detroit, zm. 29 kwietnia 2016 w Seattle) – amerykański wioślarz, srebrny medalista olimpijski.
Wystąpił na igrzyskach olimpijskich w Melbourne w 1956, gdzie wspólnie z Patem Costello zdobył srebrny medal w dwójkach podwójnych. W wyścigu finałowym o 8,2 sekundy przegrali z osadą ZSRR, a o 5,2 sekundy wyprzedzili Australijczyków. Był to jego jedyny start olimpijski.
Ponadto zdobył złoto w dwójkach podwójnej na igrzyskach panamerykańskich w Meksyku 1955. 
Kształcił się na Wayne State University. Zdobywał mistrzostwo USA w dwójkach podwójnych w 1954 i 1956 oraz w czwórkach w 1953. 